# 김경태 (축구인)
김경태(1976년 7월 5일 ~ )는 대한민국의 축구 선수이며, 포지션은 수비수이다.